# لارنس رید
لارینس (لری) دبلیو. رید (Lawrence (Larry) W. Reed) (زادهٔ ۲۹ سپتامبر ۱۹۵۳)، که به‌نام لری رید (Larry Reed) نیز شناخته می‌شود، رئیس بازنشستهٔ افتخاری بنیاد آموزش اقتصادی (FEE) است، جای که او از ماه می ۲۰۱۹ به عنوان عضو ارشد خانواده همفریز خدمت می‌نماید. قبل از این‌که به بنیاد آموزش اقتصادی ملحق شود، رید به عنوان رئیس مرکز سیاست عمومی مکینا که یک اندیشکده بازار آزاد در میدلند، میشیگان است خدمت می‌کرد. او تا امروز رئیس بازنشستهٔ افتخاری مرکز سیاست عمومی مکینا است.

## زندگی شخصی
رید متولد و بزرگ شدهٔ پنسیلوانیا در ایالات متحده است.
او از رویداد ۱۹۶۸ میان چکسلواکی‌ها و شوروی‌ها که معروف «بهار پراگ» بود، به عنوان نقطه آغاز علاقه‌اش به آزادی یادآوری کرده و آرمان چکسلواکی را «شکوفایی آزادی» خوانده‌است. در نتیجه تعاملات با بنیاد آموزش اقتصادی در دوران نوجوانی خود، رید به ایده‌های فریدریش هایک، لودیگ فن میزس و دیگران از مکتب اقتصادی اتریش علاقه‌مند شد.
در ۱۹۸۲ میلادی، او نامزد حزب جمهوری‌خواه از حوزه انتخابیه دهم میشیگان برای کنگره ایالات متحده بود.

## تحصیلات و انتصابات
رید مدرک لیسانس علوم مقدماتی (B.A) خود را در رشته اقتصاد از کالج گروو سیتی در ۱۹۷۵ میلادی به‌دست آورده و مدرک فوق لیسانس (M.A) خود را در رشته تاریخ از دانشگاه سلیپری راک پنسیلوانیا در ۱۹۷۸ میلادی کسب کرده‌است.
او از ۱۹۷۷ تا ۱۹۸۴ میلادی استاد اقتصاد در دانشگاه نارت وود در میدلند، میشیگان بوده و از ۱۹۸۲ تا ۱۹۸۴ میلادی به عنوان رئیس دانشکده اقتصاد این دانشگاه خدمت کرد. هنگام تدریس در دانشگاه نارت وود، رید برنامه تخصص دو رشته‌ای اقتصاد و مدیریت بازرگانی این دانشگاه را طراحی نموده و «سمینار آزادی» سالانه آن را بنیان گذاشت.
علاوه بر مدرک‌های لیسانس و فوق لیسانس، وی یک دکترای افتخاری اداره عمومی در ۱۹۴۴ میلادی از سوی دانشگاه میشیگان مرکزی و یک دکترای افتخاری حقوق در ۲۰۰۸ میلادی از سوی دانشگاه نارت وود نیز به رید اعطاء گردید. رید همچنین دریافت‌کننده جایزه فارغ‌التحصیل برجسته کالج گروو سیتی می‌باشد.
او که از مدت طولانی در سیاست سازی برای میشیگان فعال بود، رید در ۱۹۹۳ میلادی از سوی فرماندار وقت جمهوری‌خواه میشیگان به‌نام جان انگلر به عنوان عضو کمیسیون نوار آبی تعدیل هیدلی گماشته شد. این کمیسیون به عنوان بخشی از «تعدیل هیدلی» دولت در ۱۹۷۸ میلادی به هدف محدود سازی مصارف حکومت محلی و ایالتی ایجاد شده بود. این کمیسیون رسماً در ۲۰۰۴ میلادی توسط فرماندار پیشین میشیگان، جنیفر گرنهولم لغو گردید.
در ۱۹۹۴ میلادی، رید به عنوان عضو کمیسیون ساکیا برای مدیریت کیفیت جامع حکومت گماشته شد، گروهی کاری که از جانب فرماندار انگلر موظف به بهبود کارایی حکومت ایالتی میشیگان شده بودند. انگلر و بسیاری از مقامات اداره وی به‌طور مکرر از کارهای مرکز مکینا به عنوان کارهای تأثیرگذار در شکل‌دهی سیاست‌های اداره یاد می‌کردند.
در دسامبر ۲۰۰۷، بنیاد هریتج مقیم واشینگتن دی‌سی، رید را عضو ارشد مهمان عنوان کرد.

## حرفه
علاقه‌مندی رید به امور سیاسی و اقتصادی او را از ۱۹۸۵ میلادی تاکنون به عنوان یک خبرنگار آزاد به ۷۸ کشور دنیا در شش قاره کشانده‌است.
طی بیست و پنج سال گذشته، او در مورد ابرتورم در آمریکای جنوبی، بازارهای سیاه از عقب پرده‌آهنین، اصلاحات و سرکوبی در چین و کامبوج و جنگ داخلی در داخل نیکاراگوئه و موزامبیک گزارش داده‌است. افزون بر آن، او مدت زمانی را با شورشی‌های کانترا در جریان جنگ داخلی نیکاراگوئه سپری کرد؛ و برای دو هفته با نیروهای شورشی موزامبیک در ستادهای بته‌ای آن‌ها در ۱۹۹۱ میلادی، زمانی که کشور در اوج جنگ چریکی قرار داشت، زندگی نمود. از جمله تجربیات فراوان خارجی وی، رید با دوست فقید خود، برنده جایزه اسکار هاینگ اس. انگور در ۱۹۸۹ میلادی از کامبوج دیدار کرد.
در ۱۹۸۶ میلادی، زمانی که در حال سفر از طریق زیر زمینی ضد کمونیستی بود، رید توسط پلیس مرزی دستگیر و توقیف گردید. مقاله‌های رید در روزنامه‌های وال‌استریت جورنال، کریسچن ساینس مانیتور، بالیتمور سان، دیترویت نیوز، دیترویت فری پریس، یواس‌ای تودی و سایر روزنامه‌ها منتشر شده‌است.
در جریان یک در سال ۲۰۰۳ سخنرانی در صحن مجلس نمایندگان ایالات متحده، عضو مجلس ران پال به رید ارج گذاشته و از او به عنوان «یکی از دادخواهان پیشتاز آمریکا برای آزادی» یادآوری کرد، وی همچنین اظهار داشت که نوشته‌های رید «بازتاب‌دهنده تعهد تزلزل ناپذیر وی نسبت به حکومت محدود و بازار آزاد به عنوان بهترین روش برای بهبود خوشحالی انسان است».

### بنیاد آموزش اقتصادی
رید در ۱ سپتامبر ۲۰۰۸ رئیس بنیاد آموزش اقتصادی (FEE) شد. بنیاد آموزش اقتصادی که در ۱۹۴۶ میلادی توسط لئونارد رید بنیان‌گذاری شد، در نوع خود به عنوان نخستین سازمان غیرانتفاعی شناخته شده و مردم را با اقتصاد بازار آزاد آشنا نموده‌است. مأموریت بنیاد آموزش اقتصادی این است تا مبانی «اقتصادی و اخلاقی» یک جامعه آزاد و مدنی را برای مردم معرفی نماید. به عنوان رئیس این بنیاد، رید امیدوار است تا جای‌گاه بنیاد آموزش اقتصادی را به عنوان یک «کشتی مادر» در راستای جنبش آزادی در سطح گسترده دوباره به‌دست‌آورد.
از نظر رید، «بنیاد آموزش اقتصادی معتقد است که یک جامعه آزاد نه تنها ممکن بلکه ضروری است، چون هیچ جایگزین پذیرفتنی برای مردم متمدن وجود ندارد. چشم‌انداز ما برای آینده این است که مردان و زنان اصول اخلاقی، فلسفی و اقتصادی که یک جامعه آزاد را مستحکم می‌نمایند را از طریق آموزش درک خواهند کرد. آن‌ها به رابطه مستقیمی که میان این اصول و رفاه مادی و معنوی آن‌ها وجود دارد، ارج خواهند گذاشت. آن‌ها تلاش خواهند ورزید تا این اصول را از یک نسل به نسل بعدی انتقال دهند.

### فلسفه اقتصادی
رید قویاً با مکتب اقتصادی اتریش یکی پنداشته شده و او رقابت را به عنوان عالی‌ترین و سودمندترین نوع همکاری انسان می‌داند.

### نویسندگی
کتاب ۲۰۱۲ رید تحت عنوان جمهوری – اگر بتوانیم آن را حفظ کنیم، مجموعه‌ای از رساله‌های رید و تاریخ‌نگار بورتون دبلیو. فولسوم جونیور است که به بررسی تاریخ اقتصادی ایالات متحده و جهان مدرن می‌پردازد.
یکی دیگر از کتاب‌های رید کوبیدن به ریشه: رساله‌های در باب آزادی است، مجموعه‌ای از کارها در مورد موضوع استفاده نیرو توسط حکومت که قبلاً در مجله بنیاد آموزش اقتصادی، فری‌مان (The Freeman) به نشر رسیده بود.
سایر کتاب‌های رید شامل درس‌هایس از گذشته: اضطراب نقره ۱۸۹۳، شفای خصوصی برای بیماری عامه: وعده خصوصی‌سازی که هر دو توسط بنیاد آموزش اقتصادی به نشر رسید و کتاب زمانی که ما آزاد شویم با دیل ام. هی‌وود می‌باشد.